# فرط التوتر
فرط التوتر (بالإنجليزية: Hypertonia) هي حالة مؤلمة تحدث في عضلات الرقبة والكتف، وهي تنشأ عن تعرض هذا الجزء من الجسم إلى العرق والتعرض لجو بارد. تنكمش الأوعية الدموية في تلك الأجزاء بسبب البرودة ويقل سريان الدم فيها، فيزداد الشد وتوتر العضلات في تلك المنطقة. ويمكن أن يحدث التوتر العضلي في أجزاء أخرى من الجسم، إلا أن هذه تحدث نادرا.
يمكن أن ينتج التوتر العضلي عن القيادة في سيارة مفتوحة، حيث تتعرض تلك الأجزاء إلى تيار هواء بارد لمدة طويلة. كما يمكن أن يحدث التوتر بسبب قلة الحركة مثل الجلوس ساعات على الحاسوب. لهذا ينصح بعمل فترة راحة من 5 دقائق كل ساعة من الجلوس. كما أن وضعا غير سليما أثناء النوم يمكن أن يؤدي إلى التوتر العضلي.
والعلاج هو تدفئة تلك الأجزاء المعانية. فبزيادة سريان الدم في تلك الأعضاء يزداد تبادل المواد في أنسجة الجسم وتتحسن حالتها .

## طرق للعلاج
يمكن فك توتر العضلات بعدة طرق، وإذا كانت الحالة مزمنة فقد يستغرق العلاج وقتا طويلا:
1. تدليك الأجزاء المصابة وما يجاورها من عضلات.
2. الرياضة البدنية، وبصفة خاصة للرقبة والكتفين.
3. التدفئة بوسائد دافئة.
4. اختيار حسن لمرتبة السرير ووسادة الرأس، لتغيير الوضع أثناء النوم.

في حالات أخرى قد تستلزم الطبيب فيقوم بحقن كورتيزون في العضلة المصابة.

## اقرأ أيضا
- عضلة
- تمزق عضلي
- تقلص عضلي
- شد عضلي
- كدمة
- ألم عضلي
- فرط المنعكسات

## روابط خارجية
- "The Clasp Knife Phenomenon" نسخة محفوظة 26 فبراير 2007 على موقع واي باك مشين. at mcg.edu